# Takatāpui
Takatāpui (también escrito takataapui) es un término del idioma maorí que se utiliza de manera similar a LGBT, es decir, a las personas LGBT de cualquier cultura se las denomina takatāpui. En inglés, una persona takatāpui es una persona maorí que forma parte del colectivo LGBT.
Al principio takatāpui solo se utilizaba para referirse a parejas de personas del mismo sexo. En la actualidad, sin embargo, takatāpui se utiliza en respuesta a la construcción occidental de «sexualidad, género y sus expresiones de identidad correspondientes» (identidad de género e identidad sexual). En la cultura maorí ya había identificadores de género (wāhine, tāne) y roles de género (protocolos marae, participación en la guerra, modos de vestir masculinos y femeninos definidos y forma de colocación del tā moko) con anterioridad sin necesidad de la influencia occidental. El término takatāpui abarca no sólo aspectos relacionados con la sexualidad, sino también con la identidad cultural. Takatāpui incorpora tanto un sentido de identidad indígena como comunica la orientación sexual y se ha convertido en un término general para construir solidaridad entre las minorías sexuales y de género dentro de las comunidades maoríes.
Aun takatāpui no es un término nuevo se usa de manera generalizada desde hace poco. El Diccionario de la lengua maorí —compilado por primera vez por el misionero Herbert Williams en 1832— lo define como «compañero íntimo del mismo sexo». Tras un largo período de desuso, ha tenido un resurgimiento desde la década de 1980 como etiqueta para describir a una persona que es tanto maorí como no heterosexual. También se conoce el uso de la palabra takatāpui en la Nueva Zelanda precolonial para describir relaciones entre personas del mismo sexo. La existencia de esta palabra refuta el argumento conservador maorí de que la homosexualidad no existía en la sociedad maorí antes de la llegada de los europeos.

## Hinemoa y Tūtānekai
El relato clásico más completo y antiguo sobre los orígenes de los dioses y los primeros seres humanos está contenido en un manuscrito titulado Nga Tama a Rangi (Los hijos del Cielo), escrito en 1849 por Te Rangikāheke, de la tribu Ngāti Rangiwewehi de Rotorua. El manuscrito ofrece un relato claro y sistemático de las creencias religiosas maoríes sobre el origen de numerosos fenómenos naturales, la creación de la mujer, el origen de la muerte y la pesca de las tierras. Ninguna otra versión de este mito se presenta de forma tan coherente y sistemática, pero todos los relatos antiguos, de cualquier zona o tribu, confirman la validez general de la versión Rangikāheke. Comienza así: 

«Amigos míos, escúchenme. El pueblo maorí proviene de una sola fuente, a saber, el Gran Cielo que se encuentra arriba y la Tierra que se encuentra abajo. Según los europeos, Dios creó el cielo, la tierra y todas las cosas. Según los maoríes, el Cielo (Rangi) y la Tierra (Papa) son en sí mismos la fuente»

Una de las grandes historias de amor del mundo maorí es la leyenda de Hinemoa y Tūtānekai. la historia sigue siendo popular y se cuenta en canciones, películas, teatro cultural y danzas. Hinemoa desafía a su familia para estar con Tūtānekai, el "deseo de su corazón": la hija del amor de la esposa con un jefe que no era su igual social. Al leer la versión original de Te Rangikāheke en maorí, Ngahuia Te Awekotuku descubrió que Tūtānekai tenía un amigo, hoa takatāpui, llamado Tiki, y Tūtānekai "no estaba tan impresionado por Hinemoa como la narrativa romántica victoriana había interpretado". Después de que Tūtānekai se uniera con Hinemoa, Tiki se lamentó por la pérdida de su hoa takatāpui. Tūtānekai, sintiéndose también afligido, dispuso que su hermana menor se casara con Tiki como consolación. Si bien nadie puede decir que Tūtānekai y Tiki estuvieron involucrados sexualmente, se aceptaba que su relación era íntima más allá de la mera amistad, y la historia ilustra que el concepto de takatāpui en la vida tradicional maorí no era exactamente la misma que la homosexualidad contemporánea en las sociedades occidentales.

## Usos
Uno de los primeros usos contemporáneos de takatāpui aparece mencionado en un informe realizado a la Comisión de Salud Pública por Herewini y Sheridan (1994) que utilizó el término para hablar de los hombres homosexuales maoríes, así como de los hombres que tienen sexo con otros hombres pero que no se identifican como homosexuales. El uso histórico del término podría no corresponderse con la comprensión contemporánea de las identidades LGBT, mientras que la información sobre la no heterosexualidad y las variaciones de los roles de género tal como los entendemos hoy en día ha sido sustancialmente erradicada por la moralidad victoriana arrastrada por los colonizadores y los misioneros cristianos.
Aunque circunstancial, todavía hay alguna evidencia de que los takatāpui no sufrían discriminación en tiempos preeuropeos. Algunas personas LGBT maoríes contemporáneas usan los términos gay y lesbiana por su comodidad, mientras que otras se autoidentifican como takatāpui para resistir la colonización de sus identidades y cuerpos que les negaría el acceso a importantes conocimientos ancestrales. Algunos utilizan ambos términos dependiendo del contexto. las personas que se identifican como takatāpui se aceptan a sí mismas como maoríes y como parte de la comunidad LGBT. Aproximadamente una quinta parte de los maoríes son jóvenes, pero el sistema educativo estatal no contempla explícitamente la exploración de la diversidad de identidades. Los roles espirituales y sociales tradicionales que la cultura takatāpui ha jugado en las sociedades históricas maoríes no se incorporan fácilmente en los planes de enseñanza y, a pesar de un mandato de 2002 del Ministerio de Educación, sigue habiendo una "ausencia total de un currículo de sexualidad culturalmente apropiado en las escuelas para los maoríes".
Hay términos derivados de takatāpui, entre ellos takatāpui kaharua para bisexuales, takatāpui wahine para lesbianas y takatāpui wahine ki tāne o takatāpui tāne ki wahine para las personas trans. Takatāpui sirve como término general para todas estas identidades.